# Saint-Paul-sur-Save
Saint-Paul-sur-Save är en kommun i departementet Haute-Garonne i regionen Occitanien i södra Frankrike. Kommunen ligger i kantonen Grenade som tillhör arrondissementet Toulouse. År 2022 hade Saint-Paul-sur-Save 1 749 invånare.

## Befolkningsutveckling
Antalet invånare i kommunen Saint-Paul-sur-Save
Referens:INSEE